# Stenogobius kenyae
Stenogobius kenyae är en fiskart som beskrevs av Smith, 1959. Stenogobius kenyae ingår i släktet Stenogobius och familjen smörbultsfiskar. IUCN kategoriserar arten globalt som livskraftig. Inga underarter finns listade i Catalogue of Life.